# هایکارام مخیتاریان
هایکارام پوغوسی مخیتاریان (ارمنی: Հայկարամ Պողոսի Մխիթարյան؛ زادهٔ ۳ مهٔ ۱۹۵۴) یک اقتصاددان و سیاستمدار اهل ارمنستان است که از تاریخ ۱۹۹۵ تا تاریخ ۱۹۹۹ سمت نمایندگی دوره اول مجلس ملی جمهوری ارمنستان را برعهده داشت.

## زندگی‌نامه
در ۳ مه ۱۹۵۴ در سارناغبیور به دنیا آمد و از انستیتو دولتی اقتصادی روستوف-نا-دونو فارغ‌التحصیل شد. وی همچنین برنده مدال یادبود نخست‌وزیر ارمنستان شده‌است.   

## یادداشت
1. ↑  Դոնի Ռոստովի ժողովրդական տնտեսության ինստիտուտ